# Бата, Идриз
Идриз Бата (алб. Idriz Batha; 28 марта 1992 года, Гирокастра) — албанский футболист, играющий на позиции полузащитника. Выступает за румынский клуб УТА.

## Клубная карьера
Идриз Бата — воспитанник тиранского клуба «Партизани». В начале августа 2012 года он стал игроком «Бесы». 25 августа 2012 года Бата дебютировал за команду в албанской Суперлиге, выйдя в основном составе в гостевом поединке против «Лачи». 9 марта 2013 года он забил свой первый гол на высшем уровне, принеся в добавленное время своей команде домашнюю победу над «Тираной». Вторую половину сезона 2013/14 Бата на правах аренды отыграл за команду албанской Суперлиги «Теута». Летом 2014 год он перешёл в родной «Партизани».